# Krzymowskie
Krzymowskie – wieś w Polsce położona w województwie lubelskim, w powiecie bialskim, w gminie Biała Podlaska. Obok miejscowości przepływa niewielka rzeka Złota Krzywula, dopływ Krzny.
| SIMC    | Nazwa    | Rodzaj     |
| ------- | -------- | ---------- |
| 0010748 | Boczenka | przysiółek |

W XIX wieku wieś szlachecka, powiat konstantynowski, parafia rzymskokatolicka i sąd, Huszlew, poczta Międzyrzec, morgów 327, domów 22, ludności 200.
W latach 1975–1998 miejscowość administracyjnie należała do województwa bialskopodlaskiego.
Wieś jest sołectwem w gminie Biała Podlaska. Według Narodowego Spisu Powszechnego z roku 2011 wieś liczyła 82 mieszkańców.
Wierni Kościoła rzymskokatolickiego należą do parafii Najświętszego Serca Pana Jezusa w Sworach.